# Mick Smyth
Michael Smyth, conosciuto con il nome Mick (Dublino, 13 maggio 1940), è un ex calciatore irlandese.

## Carriera

### Calciatore

#### Club
Inizia la carriera nel Drumcondra, società con cui vince nella stagione 1960-1961 la League of Ireland, la Top Four Cup e la Dublin City Cup, raggiungendo inoltre la finale della FAI Cup 1960-1961, persa contro il St Patrick's. Smyth con i gialloblu esordisce anche nella Coppa dei Campioni 1961-1962, venendo però eliminato al primo turno dai tedeschi del Norimberga, subendo 9 reti tra l'incontro di andata e ritorno.
Nel 1962 si trasferisce in Inghilterra per giocare nel Barrow, militante nella Fourth Division, serie da cui retrocede con il suo club nella stagione 1963-1964.
Dopo un passaggio al Altrincham, nel 1964 torna in patria per giocare nello Shamrock Rovers, società in cui militerà sino al 1971 vincendo cinque FAI Cup consecutive, tre League of Ireland Shield, due Dublin City Cup, una Top Four Cup, una Blaxnit Cup ed una Leinster Senior Cup.
Con i Rovers partecipa anche alla Coppa delle Coppe 1966-1967, con cui raggiunge gli ottavi di finale. 
Nell'estate 1967, con lo Shamrock Rovers, Smyth partecipò, pur senza mai scendere in campo sostituito tra i pali da Pat Dunne, il campionato nordamericano organizzato dalla United Soccer Association: accadde infatti che tale campionato fu disputato da formazioni europee e sudamericane per conto delle franchigie ufficialmente iscritte al campionato, che per ragioni di tempo non avevano potuto allestire le proprie squadre. Lo Shamrock rappresentò i Boston Rovers, e chiuse al sesto ed ultimo posto della Eastern Division, con 2 vittorie, 3 pareggi e 7 sconfitte, non qualificandosi per la finale (vinta dai Los Angeles Wolves, rappresentati dai Wolverhampton).
Nel 1971 viene ingaggiato dai Bohemians, società in cui miiterà sino al 1979. Con i rossoneri Smyth vincerà due campionati, una FAI Cup, una Top Four Cup, due League of Ireland Cup e quattro Leinster Senior Cup. Smyth con i rossoneri gioca entrambi gli incontri disputati dal suo club nella Coppa dei Campioni 1975-1976, venendo eliminato ai sedicesimi di finale dagli scozzesi del Rangers. Tornò a giocare in Coppa dei Campioni nell'edizione 1978-1979, ove dopo aver eliminato ai sedicesimi di finale i ciprioti dell'Omonia, fu escluso con i suoi dalla competizione dai tedeschi dell'est della Dinamo Dresda. Smyth giocò tutte e quattro le partite disputate dai Bohs.
Nel 1979 si trasferisce all'Athlone Town, società con cui vince il suo quarto campionato, due League of Ireland Cup ed una Tyler Cup. Con l'Athlone Smyth partecipò alla sua quarta Coppa dei Campioni, giocando entrambe le partite disputate dal suo club, edizione 1981-1982, venendo eliminato ai sedicesimi dai danesi del KB solo per la regola dei gol fuori casa.
Nel 1982 torna allo Shamrock Rovers, società in cui chiuderà la carriera agonistica l'anno dopo.

#### Nazionale
Smyth ha giocato un incontro con la nazionale dell'Irlanda, ovvero l'amichevole persa per 1-0 contro la Polonia del 30 ottobre 1968.

##### Cronologia presenze e reti in Nazionale
| Cronologia completa delle presenze e delle reti in nazionale ― Irlanda | Cronologia completa delle presenze e delle reti in nazionale ― Irlanda | Cronologia completa delle presenze e delle reti in nazionale ― Irlanda | Cronologia completa delle presenze e delle reti in nazionale ― Irlanda | Cronologia completa delle presenze e delle reti in nazionale ― Irlanda | Cronologia completa delle presenze e delle reti in nazionale ― Irlanda | Cronologia completa delle presenze e delle reti in nazionale ― Irlanda | Cronologia completa delle presenze e delle reti in nazionale ― Irlanda |
| Data                                                                   | Città                                                                  | In casa                                                                | Risultato                                                              | Ospiti                                                                 | Competizione                                                           | Reti                                                                   | Note                                                                   |
| ---------------------------------------------------------------------- | ---------------------------------------------------------------------- | ---------------------------------------------------------------------- | ---------------------------------------------------------------------- | ---------------------------------------------------------------------- | ---------------------------------------------------------------------- | ---------------------------------------------------------------------- | ---------------------------------------------------------------------- |
| 30-10-1968                                                             | Chorzów                                                                | Polonia                                                                | 1 – 0                                                                  | Irlanda                                                                | Amichevole                                                             | -                                                                      | 61’                                                                    |
| Totale                                                                 |                                                                        | Presenze                                                               | 1                                                                      |                                                                        | Reti                                                                   | 0                                                                      |                                                                        |

## Palmarès

### Club
- Campionato irlandese: 4

Drumcondra: 1960-1961
Bohemians: 1974-1975, 1977-1978
Athlone Town: 1980-1981
- Coppa d'Irlanda: 6

Shamrock Rovers: 1964-1965, 1965-1966, 1966-1967, 1967-1968, 1968-1969
Bohemians: 1975-1976
- Top Four Cup: 2

Drumcondra: 1960-1961
Shamrock Rovers: 1965-1966
Bohemians: 1971-1972
- Dublin City Cup: 3

Drumcondra: 1960-1961
Shamrock Rovers: 1963-1964, 1966-1967
- Leinster Senior Cup: 3

Shamrock Rovers: 1968-1969
Bohemians: 1972-1973, 1974-1975, 1975-1976, 1978-1979
- Blaxnit Cup: 1

Shamrock Rovers: 1967-1968
- League of Ireland Shield: 3

Shamrock Rovers: 1964-1965, 1965-1966, 1967-1968
- League of Ireland Cup: 4

Bohemians: 1974-1975, 1978-1979
Athlone Town: 1979-1980, 1981-1982
- Tyler Cup: 1

Athlone Town: 1979-1980